# Fryderyk I (margrabia Badenii)

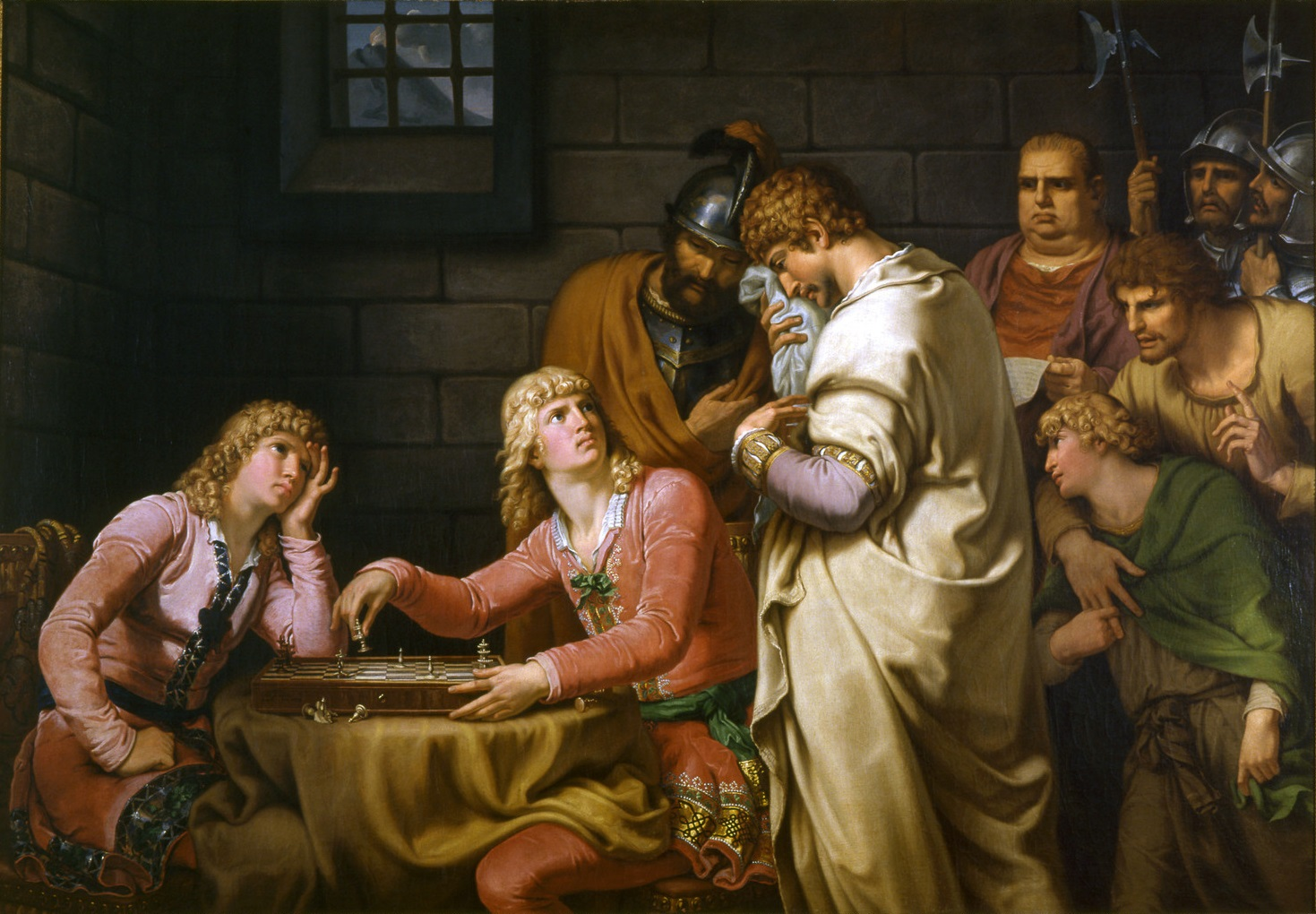
Konradyn i Fryderyk wysłuchujący swojego wyroku śmierci na obrazie Johanna Heinricha Wilhelma Tischbeina z 1784

Fryderyk I Badeński (ur. 1249 w Alland, zm. 29 października 1268 w Neapolu) – margrabia Badenii (jako Fryderyk I), tytularny margrabia Werony, pretendent do tytułu księcia Austrii i Styrii (jako Fryderyk III) od 4 października 1250 do śmierci. Wywodził się z dynastii Zähringen.

## Życiorys
Był jedynym synem Hermana VI Badeńskiego i Gertrudy Babenberg, córki Henryka Babenberga, wnuczki Leopolda VI Sławnego, bratanicy ostatniego księcia Austrii z dynastii Babenbergów Fryderyka II Bitnego (zm. 15 czerwca 1246 w Bitwa nad Litawą). Od 1248 dziedzicem Austrii i Styrii stał się Herman VI jako mąż jednej z dziedziczek tytułu. Drugim pretendentem do tytułu księcia Austrii był czeski król Przemysł Ottokar II, mąż Małgorzaty Babenberg, siostry Henryka i Fryderyka II, zarazem ciotki Gertrudy. Po niespodziewanej śmierci ojca 4 października 1250 roku (prawdopodobnie na skutek otrucia) w wieku kilkunastu miesięcy Fryderyk stał się dziedzicem ojca i matki. Jego regentem został stryj Rudolf I. Gertrudę chciano ożenić z Wilhelmem z Holandii lub jego bratem Florencjuszem. Ostatecznie w 1252 wyszła ona ponownie za księcia halickiego Romana Daniłowicza, syna Daniela Halickiego. Ze względu na śmierć cesarza Fryderyka II Hohenstaufa nikt nie mógł zagwarantować Fryderykowi sukcesji, a Austrię i Styrię po 1250 zajęli Czesi. Przemysł Ottokar II zaczął oblegać zamek pod Wiedniem, w którym przebywali Roman i Gertruda, w drugiej połowie 1253 zmuszając księcia halickiego do ucieczki i rozwiązania małżeństwa. Na mocy układu pokojowego Gertrudzie przyznano część Styrii i 400 grzywien srebra rocznie. W 1267 król czeski odebrał jej te przywileje, a ją samą wypędził.
Od około 1266 roku dorastał na dworze księcia Górnej Bawarii Ludwika II razem z Konradynem, księciem Szwabii oraz pretendentem do tytułu króla Sycylii i Jerozolimy. Po śmierci regenta Sycylii Manfreda, stryja Konradyna w bitwie pod Benewentem w 1266, jego tereny zajął Karol I Andegaweński, mający poparcie papiestwa. Karol został także władcą Neapolu, który w imieniu Konradyna zdobył Manfred. W 1267 Konradyn i towarzyszący mu Fryderyk przekroczył Alpy i wkroczył do Włoch, aby upomnieć się o swoje dziedzictwo i gdzie był radośnie witany przez stronnictwo gibelinów. Udało mu się zająć Rzym i wzniecić powstanie na Sycylii wobec nieobecności Karola. W listopadzie 1267 został obłożony klątwą przez papieża Klemensa IV, który zwołał przeciwko niemu krucjatę. Konradyn 23 sierpnia 1268 roku przegrał bitwę pod Tagliacozzo z wojskami Karola Andegaweńskiego. Po bitwie młodzi władcy próbowali uciec do Niemiec. Po drodze zatrzymali się u włoskiego pirata i łupieżcy, który skuszony wysoką nagrodą za wydanie młodych książąt do Neapolu, sprzedał ich Karolowi Andegaweńskiemu 8 września. Ten nakazał uwięzienie młodzieńców w Castel dell’Ovo. 29 października 1268 roku nadszedł termin egzekucji Konradyna i Fryderyka, której dokonano za pomocą maszyny z opadającym ostrzem, podobnej do gilotyny. Podobno po ścięciu Fryderyka Konradyn miał podnieść jego głowę i ucałować ją przed własną śmiercią.
Szczątków Konradyna ani Fryderyka nie pochowano, lecz przysypano jedynie cienką warstwą ziemi. Później zostały przeniesione do neapolitańskiego kościoła Santa Maria del Carmine na prośbę matki Konradyna, Elżbieta Bawarskiej. Władzę w Badenii wobec bezdzietnej śmierci Fryderyka przejął dotychczasowy regent Rudolf I.